# Hyalomyzus fragaricola
Hyalomyzus fragaricola är en insektsart. Hyalomyzus fragaricola ingår i släktet Hyalomyzus och familjen långrörsbladlöss. Inga underarter finns listade i Catalogue of Life.